# Josua Bourghardt
Josua Bourghardt, född 17 februari 1893 i Vinslöv, Hässleholm, död 14 december 1965 i Solberga, Kungälv, var konsul, advokat, politiskt aktiv och drev från 1923 sängklädesföretaget J. Svensson & Bourghardt. Vidare var han ordförande i Svenska täck- och madrassfabrikantföreningen, vice ordförande i Svenska flaggans dags arbetsutskott i Göteborg och styrelseledamot i Svenska mässan i Göteborg. Bourghardt uppmärksammades våren 1945 då han förekom bland de personer som Ture Nermans tidning Trots allt! avslöjade som aktieägarna bakom den nazistiska tidningen Dagsposten. I och med detta uteslöts Bourghardt ur Göteborgs högerförbund. Redan 1934 hade han varit medlem av Sveriges Nationella Förbund